# Quadrangle d'Atla Regio
Le quadrangle d'Atla Regio (littéralement :  quadrangle de la région d'Atla), aussi identifié par le code USGS V-26, est une région cartographique en quadrangle sur Vénus. Elle est définie par des latitudes comprises entre 0° et 25° N et des longitudes comprises entre 180° et 210° E,. Il tire son nom de la région d'Atla.